# VakantieKind
Stichting VakantieKind (of kortweg VakantieKind) organiseert vakanties voor kinderen en jongeren die zonder haar hulp niet op vakantie zouden kunnen.

## Doelgroep
De doelgroep omvat:
- Kinderen van wie de ouders of verzorgers weinig financiële middelen hebben;
- Kinderen uit tehuizen;
- Kinderen met een vluchtelingenachtergrond;
- Kinderen met gedragsstoornissen (bijvoorbeeld ADHD of autisme).

Ook kinderen die niet binnen een van de bovenstaande groepen vallen zijn welkom. Jaarlijks gaan er gemiddeld 200 kinderen en jongeren mee op een vakantieweek van VakantieKind. Hier zijn ongeveer 80 vrijwilligers bij betrokken. De naamsbekendheid onder potentiële deelnemers en vrijwilligers is grotendeels te danken aan het formele en informele netwerk rond VakantieKind.

## Geschiedenis
VakantieKind zelf is niet gestoeld op een bepaalde politieke of religieuze ideologie, maar vindt zijn oorsprong wel bij de Arbeiders Jeugd Centrale (A.J.C.). In 1922 begon de A.J.C. een kampeerbezit op te bouwen dat zij later onderbracht in de “Stichting voor Zon en Vrijheid”. Er werden stukjes grond aangekocht waaronder het grootste en oudste terrein de “De Paasheuvel” te Vierhouten. In 1994 hield de organisatie op om zelf vakantieweken te organiseren. Tegelijkertijd werd stichting VakantieKind opgericht. Deze organisatie zou zich volledig richten op vakantieweken.
In 2009 was VakantieKind een van de oprichters van Steunpunt Kindervakanties (de overige initiatiefnemers waren: YMCA Nederland, Stichting Heppie, Nivon en Stichting Kinderwerk). Dit initiatief werd genomen nadat Jantje Beton had laten weten te stoppen met het Jantje Beton VakantieKeurmerk. 
Het eerste doel was het continueren en uitbouwen van een keurmerk. Het tweede doel was om als steunpunt te fungeren voor kindervakantie-organisaties.